# Cup Tie Competition 1907
La Cup Tie Competition 1907 (también llamada Copa Competencia "Chevallier Boutell" 1907) fue la séptima edición de esta competición oficial y la primera de carácter internacional, organizada por la Argentine Football Association.
La Copa que estaba en juego fue donada por el presidente de la Argentine Football Association, Francis Chevallier Boutell, y por eso llevó su nombre. La final del torneo se disputó en la ciudad de Buenos Aires.
El formato del torneo cambió para 1907, ya que se enfrentaron en una final el ganador de la fase inicial, luego reconocido como el campeón de la Copa de Competencia Jockey Club, y el campeón de la Copa de Competencia uruguaya.

## Equipos participantes

### Campeón Copa de Competencia Jockey Club
| Alumni |

### Campeón Copa de Competencia de Uruguay
| Peñarol |

## Final

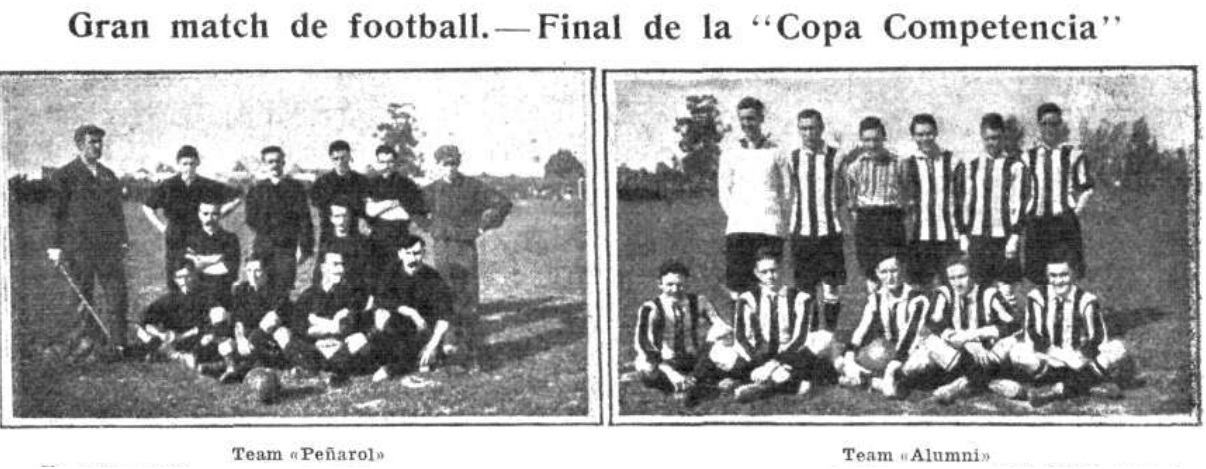
Formaciones de Peñarol y Alumni para la final de la Cup Tie Competition 1907.

| - | Guardameta     | W. A. Campbell     |  |
| - | Defensa        | Jorge Gibson Brown |  |
| - | Defensa        | Juan Domingo Brown |  |
| - | Centrocampista | C. R. Ross         |  |
| - | Centrocampista | Carlos Arturo Lett |  |
| - | Centrocampista | A. O. Jacobs       |  |
| - | Delantero      | Gottlob Weiss      |  |
| - | Delantero      | Alfredo Brown      |  |
| - | Delantero      | Ernesto Brown      |  |
| - | Delantero      | Eliseo Brown       |  |
| - | Delantero      | Henry James Lawrie |  |

| - | Guardameta     | Leonard Crossley |  |
| - | Defensa        | Ángel Irisarri   |  |
| - | Defensa        | Mario Devincenzi |  |
| - | Centrocampista | Guillermo Manito |  |
| - | Centrocampista | Lorenzo Mazzuco  |  |
| - | Centrocampista | Ceferino Camacho |  |
| - | Delantero      | Eleuterio Pintos |  |
| - | Delantero      | Agustín Manito   |  |
| - | Delantero      | Aniceto Camacho  |  |
| - | Delantero      | Eugenio Mañana   |  |
| - | Delantero      | Pedro Zibecchi   |  |

| 13' · 54' · 81' | Alfredo Brown Eliseo Brown | 1:1 2:1 3:1 |

| 8' | Agustín Manito | 0:1 |

| Principal | S. F. Butterfield |

| - | Guardameta     | W. A. Campbell     |  |
| - | Defensa        | Jorge Gibson Brown |  |
| - | Defensa        | Juan Domingo Brown |  |
| - | Centrocampista | C. R. Ross         |  |
| - | Centrocampista | Carlos Arturo Lett |  |
| - | Centrocampista | A. O. Jacobs       |  |
| - | Delantero      | Gottlob Weiss      |  |
| - | Delantero      | Alfredo Brown      |  |
| - | Delantero      | Ernesto Brown      |  |
| - | Delantero      | Eliseo Brown       |  |
| - | Delantero      | Henry James Lawrie |  |

| - | Guardameta     | Leonard Crossley |  |
| - | Defensa        | Ángel Irisarri   |  |
| - | Defensa        | Mario Devincenzi |  |
| - | Centrocampista | Guillermo Manito |  |
| - | Centrocampista | Lorenzo Mazzuco  |  |
| - | Centrocampista | Ceferino Camacho |  |
| - | Delantero      | Eleuterio Pintos |  |
| - | Delantero      | Agustín Manito   |  |
| - | Delantero      | Aniceto Camacho  |  |
| - | Delantero      | Eugenio Mañana   |  |
| - | Delantero      | Pedro Zibecchi   |  |

| 13' · 54' · 81' | Alfredo Brown Eliseo Brown | 1:1 2:1 3:1 |

| 8' | Agustín Manito | 0:1 |

| Principal | S. F. Butterfield |

| - | Guardameta     | W. A. Campbell     |  |
| - | Defensa        | Jorge Gibson Brown |  |
| - | Defensa        | Juan Domingo Brown |  |
| - | Centrocampista | C. R. Ross         |  |
| - | Centrocampista | Carlos Arturo Lett |  |
| - | Centrocampista | A. O. Jacobs       |  |
| - | Delantero      | Gottlob Weiss      |  |
| - | Delantero      | Alfredo Brown      |  |
| - | Delantero      | Ernesto Brown      |  |
| - | Delantero      | Eliseo Brown       |  |
| - | Delantero      | Henry James Lawrie |  |

| - | Guardameta     | Leonard Crossley |  |
| - | Defensa        | Ángel Irisarri   |  |
| - | Defensa        | Mario Devincenzi |  |
| - | Centrocampista | Guillermo Manito |  |
| - | Centrocampista | Lorenzo Mazzuco  |  |
| - | Centrocampista | Ceferino Camacho |  |
| - | Delantero      | Eleuterio Pintos |  |
| - | Delantero      | Agustín Manito   |  |
| - | Delantero      | Aniceto Camacho  |  |
| - | Delantero      | Eugenio Mañana   |  |
| - | Delantero      | Pedro Zibecchi   |  |

| 13' · 54' · 81' | Alfredo Brown Eliseo Brown | 1:1 2:1 3:1 |

| 8' | Agustín Manito | 0:1 |

| Principal | S. F. Butterfield |

| - | Guardameta     | W. A. Campbell     |  |
| - | Defensa        | Jorge Gibson Brown |  |
| - | Defensa        | Juan Domingo Brown |  |
| - | Centrocampista | C. R. Ross         |  |
| - | Centrocampista | Carlos Arturo Lett |  |
| - | Centrocampista | A. O. Jacobs       |  |
| - | Delantero      | Gottlob Weiss      |  |
| - | Delantero      | Alfredo Brown      |  |
| - | Delantero      | Ernesto Brown      |  |
| - | Delantero      | Eliseo Brown       |  |
| - | Delantero      | Henry James Lawrie |  |

| - | Guardameta     | Leonard Crossley |  |
| - | Defensa        | Ángel Irisarri   |  |
| - | Defensa        | Mario Devincenzi |  |
| - | Centrocampista | Guillermo Manito |  |
| - | Centrocampista | Lorenzo Mazzuco  |  |
| - | Centrocampista | Ceferino Camacho |  |
| - | Delantero      | Eleuterio Pintos |  |
| - | Delantero      | Agustín Manito   |  |
| - | Delantero      | Aniceto Camacho  |  |
| - | Delantero      | Eugenio Mañana   |  |
| - | Delantero      | Pedro Zibecchi   |  |

| 13' · 54' · 81' | Alfredo Brown Eliseo Brown | 1:1 2:1 3:1 |

| 8' | Agustín Manito | 0:1 |

| Principal | S. F. Butterfield |

| Campeón Alumni A. C. 4to título |